# Terra d’Otranto

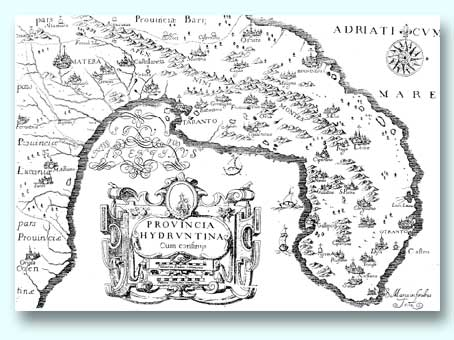
Terra d’Otranto, egy korabeli térképen

A Terra d’Otranto (jelentése Otranto vidéke) egy apuliai közigazgatási egység volt a Nápolyi Királyság, majd Két Szicília Királysága idején. 

## Története
A Terra d’Otranto a 19. század végéig magába foglalta a mai Lecce, Taranto és Brindisi megyék területét. 1663-ig hozzátartozott Matera vidéke is. Névadó települése Otranto helyett azonban Lecce volt a székhelye. 1860-után, amikor Két Szicília Királysága egyesült Olaszországgal átnevezték Lecce megyének és három járásra osztottak: Gallipoli, Brindisi és Taranto. Az 1927-es közigazgatási reformok következtében Taranto központtal megalapították Jón-megyét (1951-től Taranto megye). 1927-ben a megye északi részét egyesítették a Terra di Barihoz tartozó déli területekkel, létrehozva a mai Brindisi megyét.

## Földrajza
Terra d’Otranto északon Terra di Barival volt határos, nyugaton Basilicata régióval, délen a Tarantói-öböl, keleten pedig az Adriai-tenger határolta. Területe magába foglalta a Salento vidéket és a trullikról híres Valle d’Itria vidéket, valamint  Murgia déli részeit

## Fordítás
- Ez a szócikk részben vagy egészben  a   Terra d'Otranto című olasz Wikipédia-szócikk ezen változatának fordításán alapul.  Az eredeti cikk szerkesztőit annak laptörténete sorolja fel. Ez a jelzés csupán a megfogalmazás eredetét és a szerzői jogokat jelzi, nem szolgál a cikkben szereplő információk forrásmegjelöléseként.